# Pelmatosilpha vagabunda
Pelmatosilpha vagabunda är en kackerlacksart som beskrevs av Karlis Princis 1954. Pelmatosilpha vagabunda ingår i släktet Pelmatosilpha och familjen storkackerlackor. Inga underarter finns listade i Catalogue of Life.